# Daniele Gangemi

Daniele Gangemi in 2022

Daniele Gangemi (Catania, 18 juni 1980) is een Italiaans filmregisseur en scenarioschrijver.

## Filmografie als regisseur en scenarioschrijver
| Jaar | Oorspronkelijke titel | Awards                                                                      |
| ---- | --------------------- | --------------------------------------------------------------------------- |
| 2003 | Alter Ego - kort -    |                                                                             |
| 2008 | Una notte blu cobalto | "Beste Debuut" op 42 ° WorldFest - Houston International Film Festival 2009 |